# العلاقات الصينية النرويجية
العلاقات الصينية النرويجية هي العلاقات الثنائية التي تجمع بين الصين والنرويج.

## مقارنة بين البلدين
هذه مقارنة عامة ومرجعية للدولتين:
| وجه المقارنة                                              | الصين                    | النرويج                                                   |
| --------------------------------------------------------- | ------------------------ | --------------------------------------------------------- |
| المساحة (كم2)                                             | 9.60 مليون               | 385.21 ألف                                                |
| عدد السكان (نسمة)                                         | 1.33 مليار               | 5.33 مليون                                                |
| الكثافة السكانية (ن./كم²)                                 | 138.54                   | 13.84                                                     |
| العاصمة                                                   | بكين                     | أوسلو                                                     |
| اللغة الرسمية                                             | اللغة الصينية القياسية   | بوكمول، لغات السامي، نينوشك، اللغة النرويجية              |
| العملة                                                    | رنمينبي                  | كرونة نروجية                                              |
| الناتج المحلي الإجمالي (بليون دولار)                      | 12.24 تريليون            | 398.83 مليار                                              |
| الناتج المحلي الإجمالي (تعادل القوة الشرائية) بليون دولار | 19.82 تريليون            | 322.23 مليار                                              |
| الناتج المحلي الإجمالي الاسمي للفرد دولار أمريكي          | 8.03 ألف                 | 74.40 ألف                                                 |
| الناتج المحلي الإجمالي للفرد دولار أمريكي                 | 13.21 ألف                | 65.61 ألف                                                 |
| مؤشر التنمية البشرية                                      | 0.728                    | 0.944                                                     |
| رمز المكالمات الدولي                                      | +86                      | +47                                                       |
| رمز الإنترنت                                              | .cn، .中国 ‏، .中國 ‏      | .no                                                       |
| المنطقة الزمنية                                           | توقيت الصين، ت ع م+08:00 | ت ع م+01:00، ت ع م+02:00، توقيت وسط أوروبا، أوروبا/أوسلو ‏ |

## مدن متوأمة
في ما يلي قائمة باتفاقيات التوأمة بين مدن صينية ونرويجية:
- ترتبط شانغهاي مع أوسلو باتفاقية توأمة منذ 1994.[16][16][16][16]
- ترتبط تشوتشو مع فريدريكستاد باتفاقية توأمة.
- ترتبط تشونغتشينغ مع سور تروندلاغ باتفاقية توأمة منذ 1982.

## منظمات دولية مشتركة
يشترك البلدان في عضوية مجموعة من المنظمات الدولية، منها:
| علم المنظمة | اسم المنظمة                               | تاريخ انضمام الصين | تاريخ انضمام النرويج |
| ----------- | ----------------------------------------- | ------------------ | -------------------- |
|             | الاتحاد البريدي العالمي                   | ?                  | ?                    |
|             | البنك الدولي للإنشاء والتعمير             | 27 ديسمبر 1945     | 27 ديسمبر 1945       |
|             | منظمة التجارة العالمية                    | 11 ديسمبر 2001     | 1995                 |
|             | يونسكو                                    | 4 نوفمبر 1946      | 4 نوفمبر 1946        |
|             | المركز الدولي لتسوية المنازعات الاستشارية | 6 فبراير 1993      | 15 سبتمبر 1967       |
|             | المنظمة الهيدروغرافية الدولية             | ?                  | ?                    |
|             | الفريق المعني برصد الأرض                  | ?                  | ?                    |
|             | منظمة الشرطة الجنائية الدولية             | ?                  | ?                    |
|             | مؤسسة التنمية الدولية                     | 24 سبتمبر 1960     | 24 سبتمبر 1960       |
|             | مجموعة الموردين النوويين                  | ?                  | ?                    |
|             | وكالة ضمان الاستثمار متعدد الأطراف        | 30 أبريل 1988      | 9 أغسطس 1989         |
|             | بنك التنمية الآسيوي                       | 1986               | 1966                 |
|             | منظمة حظر الأسلحة الكيميائية              | ?                  | ?                    |
|             | مؤسسة التمويل الدولية                     | 15 يناير 1969      | 20 يوليو 1956        |
|             | البنك الإفريقي للتنمية                    | ?                  | 1963                 |
|             | الأمم المتحدة                             | 25 أكتوبر 1971     | 27 نوفمبر 1945       |
|             | الاتحاد الدولي للاتصالات                  | 1 سبتمبر 1920      | 1866                 |

## وصلات خارجية
- موقع وزارة الخارجية الصينية
- موقع وزارة الخارجية النرويجية